# Julio Málaga Grenet
Julio Málaga Grenet (Arequipa, 25 de febrero de 1886 - 31 de enero de 1963) fue un caricaturista del Perú.

## Trayectoria
Sus padres fueron Francisco Málaga y Enriqueta Grenet. Realizó sus primeros estudios en el Colegio Guadalupe. Al terminar sus estudios empezó a trabajar como auxiliar de contabilidad en la Compañía Recaudadora de Impuestos, es entonces que decide enviar una caricatura suya al semanario Actualidades (1903-1909), el director de entonces al ver la calidad de su trabajo lo contrata en 1903, desempeñándose como ilustrador desde entonces. Más adelante colaboraría con la Ilustración Peruana.

“Diarios fugaces de tipo político fueron antes El Perú, El constitucional (1902-1903) en el que colaboro Teodoro Noel, La Evolución, La Alianza Liberal Federal y El Liberal (1901-1908). Estos tres últimos pueden ser considerados como voceros del partido liberal…”

A partir de 1907 trabaja junto a Leonidas Yerovi en la dirección del semanario Monos y Monadas. Esta revista dedicó sus páginas a temas de actualidad nacional y extranjera pero su principal característica fue la crítica política.
Monos y Monadas, “Semanario festivo y de caricaturas”, circuló por vez primera el 31 de diciembre de 1907. En esta revista se asociaron Leonidas Yerovi y Julio Málaga Grenet. Los avisos solían publicarse en verso. En Monos y Monadas aparecieron caricaturas hechas por Abraham Valdelomar (Val Del Omar).
En 1908 empieza a trabajar en la revista Variedades (1908-1930), sucesora de Prisma (1905-1907), dirigida por Clemente Palma. Esta revista era semanal, de jueves a jueves. Málaga Grenet era el encargado del diseño de la portada, así como de una sección titulada "Chirigotas", en ambas tocaba de un modo satírico temas de actualidad, sobre todo en el ámbito político. Pero Málaga Grenet no era el único que desarrollaba caricaturas, en Variedades encontramos también dibujos de Vasconcelos, entre otros; la consigna para todos era el desarrollo de una caricatura ya sea política o social, en donde no se identificarían con ningún partido, manteniendo su independencia. Sobre la caricatura escribe Clemente Palma en su primer editorial, publicado en la página 2 de la revista, el 29 de febrero de 1908:

“Este concepto de la caricatura – no como medio de herir y ridiculizar, sino como medio artístico, alegre y sugestivo de expresar una situación ó de presentar á un personaje, sea político, artista ó sabio, sacerdote ó seglar, hombre ó mujer, nacional ó extranjero- es el que deseamos sea comprendido y aceptado en todos los países cultos.”

Un año después, aparecen dibujos de Málaga Grenet en la revista Gil Blas y Fígaro. Más tarde será nombrado Director Artístico de ambas revistas. La vida le sonreía a este joven autodidacto, sin embargo un penoso incidente lo obligaría dejar estas tierras, y buscar nuevos retos. A inicios de 1910, el semanario Fígaro es clausurado, en parte debido a una caricatura suya, este incidente lo impulsa a viajar en abril del mismo año a la ciudad de Buenos Aires. Tres años después, estaba muy bien instalado, desempeñándose como director de arte de la prestigiosa revista Caras y Caretas , allí forma parte de la segunda generación de dibujantes, entre los que figuraban Juan Carlos Huergo, Nicanor Álvarez Díaz (Alejandro Sirio), Víctor Valdivia, Federico Ribas “Mirko”, Luis Macaya y Ramón Caballé. Simultáneamente trabaja para revistas como Mundo Argentino, El Hogar, Plus Ultra, Última Hora, La Razón, Giornale d’Italia, Crítica, en estos tres últimos firmando con el seudónimo Faber. Estando en Argentina, se contacta con revistas parisinas como Les annales, Le Flambeaud, Le Matin, enviándoles material regularmente.
En 1916 regresa a Lima para trabajar junto a Luis Fernán Cisneros en la dirección del diario El Perú, periódico que pese al esfuerzo y reformas, sale de circulación al año siguiente. La misma suerte correría también Excélsior, en donde se desempeñó como dibujante. Ese año es llamado para colaborar con Leonidas Yerovi en la revista Don Lunes.

“Isaías Piérola efectuó un considerable esfuerzo económico y material para la publicación de El Perú en 1916 y 1917 bajo la dirección de Luis Fernán Cisneros y Julio Málaga Grenet. Pero, no obstante estos desvelos y la prominencia de sus redactores y colaboradores, El Perú no obtuvo gran éxito multitudinario. Reemplazo a Cisneros en El Perú, Víctor M. Maúrtua. Tampoco alcanzo vasta difusión o larga vida el sucesor de este diario desde el 19 de junio de 1917, Excélsior, dirigido también por Víctor Maúrtua, por aquella época enamorado de las doctrinas socialistas.”

Nuevamente en Buenos Aires, en 1921 es nombrado director artístico del suplemento dominical del diario La Nación, permaneciendo en ese cargo hasta 1923, año en que viaja a Nueva York, introduciéndose en el medio publicitario, logrando un estupendo contrato, llegando a cobrar US $2000 por afiche.
En 1930 viajó a Europa, donde trabaja como ilustrador de las revistas parisinas Le Rire y Fantasio. Viajó luego a Madrid, donde residió por seis años, y luego a Buenos Aires.
En 1940 retornó a Lima, en donde colaboró en Excélsior y Cultura Peruana. En 1945 es nombrado subdirector de la Escuela Nacional de Bellas Artes del Perú y profesor de Artes Gráficas.

“…Introdujo en la Escuela nacional de Bellas Artes la enseñanza de las técnicas del afiche su estilo ejerció decisiva influencia sobre el desarrollo de la caricatua y la ilustración periodística en el Perú y latinoamérica.” 

En 1950 tomó la dirección de la escuela Germán Suárez Vertiz, bajo su periodo se produce un incidente entre alumnos, quienes pedían una reforma académica, mediante “nuevas aportaciones estéticas de los nuevos tiempos”, lo cual era inaceptable para la dirección, este problema se mantuvo hasta 1956, fecha en que renuncia Suárez Vertiz y toma provisionalmente la dirección Málaga Grenet:

“La ENBA, quedó a cargo del subdirector Julio Málaga Grenet, hasta el 20 de octubre del mismo año, cuando fue nombrado como nuevo director Don Juan Manuel Ugarteche Elespuru” 

Falleció el 31 de enero de 1963.